# Вулиця Полковника УПА Омеляна Польового (Тернопіль)
Вулиця Полковника УПА Омеляна Польового — вулиця в житловому масиві «Канада» міста Тернополя. Названа на честь українського військовика, полковника УПА Омеляна Польового.

## Відомості
Розпочинається від проспекту Степана Бандери, пролягає на північ, перетинаючись з вулицею Іллі Рєпіна до вулиці Заміської, де і закінчується. На початку вулиці розташовані декілька багатоповерхівок, далі — приватні будинки. Спеціальними проїздами сполучається з вулицями Гуцульською та Канадською. З заходу примикає вулиця Полковника Дмитра Вітовського.

## Транспорт
Рух вулицею — двосторонній, дорожнє покриття — асфальт. Громадський транспорт по вулиці не курсує, найближчі зупинки знаходяться на проспекті Степана Бандери.